# Bildungsroman
Em crítica literária,  Bildungsroman (pronúncia  ˈbɪldʊŋs.ʁoˌmaːn; em alemão:   'romance de formação') designa o tipo de romance em que é exposto, de forma pormenorizada, o processo de desenvolvimento físico, moral, psicológico, estético, social ou político de uma personagem, geralmente desde a sua infância ou adolescência até um estado de maior maturidade.
Os Anos de Aprendizado de Wilhelm Meister (Wilhelm Meisters Lehrjahre no título original em alemão) é um romance do escritor Johann Wolfgang von Goethe considerado o marco inicial do Bildungsroman. 